# Юс (притока Липа)
Юс (рос. Юс) — річка у Росії, права притока Липу, найбільша його притока. Протікає територією Верещагінського району Пермського краю та Кезького району Удмуртії.
Починається за 2 км на захід від колишнього присілка Макули Верещагінського району. 400 м річка протікає територією цього району, а потім входить в межі Удмуртії. Тече спочатку на південний схід, потім різко повертає на південний захід. Біля присілка Старий Унтем річка повертає на південь і тече так до самого гирла, утворюючи при цьому декілька меандр та лук.
Окрім декількох ділянок у верхній та середній течіях, річка протікає через значні лісові масиви тайги. Середній нахил річки — 2,2 м/км. Ширина русла в середній течії 12—15 м, в нижній 15—20 м. Глибина на перекатах не перевищує 0,7—1 м. Переважає швидкість течії до 0,3 м/с. Мінімальні місячні витрати 50%-вої забезпеченості літнього періоду становлять 0,38 м³/с
Приймає декілька приток, найбільші з яких праві — Мироновка, Ліо, Легошур, Камижево, Коблавир, Уді.
Над річкою розташовані населені пункти Старий Унтем, Ключі, Новий Унтем та Юски.
У верхній течії через стрімкість долини населені пункти розташовані на вищих терасах річки, тобто за 1 км від її берегів. Біля присілка Миси, в присілку Старий Унтем та біля присілка Юски збудовані автомобільні мости.